# لويس إنريكي
لويس إنريكي مارتينيز غارسيا (بالإسبانية: Luis Enrique Martínez García) (مواليد 8 مايو 1970) المعروف باسم لويس إنريكي (بالإسبانية: Luis Enrique) هو لاعب كرة قدم إسباني سابق ومدرب حالي، يدرب نادي باريس سان جيرمان في الدوري الفرنسي. بدأ إنريكي مسيرته مع نادي ريال سبورتنغ خيخون في عام 1989، وفي عام 1991 انتقل إلى نادي ريال مدريد، وظل معهم حتى عام 1996، وبعدها انتقل إلى خصم نادي ريال مدريد اللدود نادي برشلونة الإسباني، وذلك بسبب بعض الإزعاجات من قبل مشجعي النادي، وكانت جماهير نادي برشلونة مستغربة في بداية الأمر من تعاقد النادي مع لاعب كان يلعب في نادي ريال مدريد، إلا أنه كسب قلوب الجماهير بعد فترة قصيرة، وقد اعتزل كرة القدم في عام 2004.
شارك إنريكي مع منتخب إسبانيا لكرة القدم في كأس العالم 1994 و1998 و2002، وقد لعب مع منتخب إسبانيا لكرة القدم 62 مباراة دولية وسجل فيها 12 هدفا، وكان أحد أعضاء المنتخب المشارك في دورة الألعاب الأولمبية في برشلونة 1992، والتي حقق فيها المنتخب الإسباني الميدالية الذهبية.
في صيف عام 2011 وقع لويس إنريكي عقدا يمتد لسنتين لتدريب نادي روما الإيطالي براتب يصل إلى 2,8 مليون يورو في الموسم قادما من برشلونة بي. بعد ذلك انتقل لتدريب نادي سلتا فيغو الإسباني في عام 2013-2014 وحقق مركز جيد. ومع نهاية الموسم تولى زمام التدريب في نادي برشلونة بعد المدرب الأرجنتيني تاتا مارتينيو في عام 2014-2015 , الموسم الذي شهد فيه تألقا رائعا بإحرازه خمسة بطولات رسمية من بينها الثلاثية التاريخية الثانية لبرشلونه عقب فوزه ببطوله الدوري والكأس على حساب أتليتك بلباو و دوري الأبطال أمام يوفنتوس بواقع 3 -1 بالإضافة إلى و كأس السوبر الأوروبي على حساب إشبيلية 4-5 ، و كأس العالم للأندية خلال عام 2015، حصل أوائل سنة 2016 على جائزة الفيفا كأفضل مدرب لسنة 2015.

## البطولات التي حققها كلاعب

### ريال مدريد
- الدوري الإسباني :1994-1995
- كأس ملك إسبانيا : 1992-1993
- كأس السوبر الإسباني : 1993

### برشلونة
- الدوري الإسباني : 1997-98 ، 1998-99
- كأس ملك إسبانيا :1996-97 ، 1997-98
- كأس السوبر الإسباني : 1996
- كأس الكؤوس الأوروبية: 1996-97
- كأس السوبر الأوروبي لكرة القدم : 1997

### المنتخب الإسباني
- الميدالية الذهبية الأولمبية : 1992

## البطولات التي حققها كمدرب

### برشلونة
- الدوري الإسباني (2) : 2014–15، 2015–16
- كأس ملك إسبانيا (3) :2014–15، 2015–16 و2016–17
- كأس السوبر الإسباني: 2016
- دوري أبطال أوروبا: 2014–15
- كأس السوبر الأوروبي: 2015
- كأس العالم للأندية: 2015

### باريس سان جيرمان
- كأس الأبطال الفرنسي: 2023
- الدوري الفرنسي 2024–25
- كأس فرنسا 2024–25
- دوري أبطال أوروبا 2024–2025

## إستقالته من تدريب المنتخب الإسباني
في كأس العالم 2022، وبعد إقصاء اسبانيا من ثمن نهائي مونديال قطر 2022 في كرة القدم أمام المغرب بركلات الترجيح، بنتيجة 3–0، قرر لويس إنريكي التنحي عن منصبه. وأعلن تعيين لويس دي لا فوينتي خلفاً له.